# Lorna Swain
Lorna Mary Swain (22. März 1891 in Hampstead – 8. Mai 1936) war eine britische Mathematikerin und Universitätsdozentin. Sie war eine der wenigen frühen weiblichen Dozenten an der Universität Cambridge und eine der wenigen britischen Mathematikerinnen, die ihre Kenntnisse im Rahmen des Ersten Weltkriegs einsetzten. Akademisch ist sie für ihre Forschung in Fluiddynamik bekannt, sowie für ihre Bestrebungen mehr Frauen zu höherer Bildung zu verhelfen und deren Interesse in Mathematik zu fördern.

## Jugend
Lorna Swain wurde am 22. März 1891 als Tochter von Edward Swain (geboren 1853) und Mary Isabella Swain (geboren 1865) in Hampstead geboren. Ihr Vater arbeitete als ein Solicitor.

## Karriere
Nach ihrem Abschluss an der South Hampstead High School in London, erhielt Swain 1910 ein Stipendium für das Newnham College, Cambridge. Drei Jahre später, in Anschluss an ihren Bachelorabschluss in Mathematik mit Auszeichnung, wurde ihr eine Stelle als Assistenzdozentin am Newnham College angeboten. Zunächst wurde ihr allerdings empfohlen ein Auslandsjahr an einer anderen Universität zu absolvieren. Dieses begann sie 1914 in Göttingen, wurde jedoch durch den Ausbruch des Ersten Weltkriegs nach kurzer Zeit zur Heimkehr gezwungen. Stattdessen brachte sie ihr Interesse an Fluiddynamik, welches während ihrer Zeit in Cambridge geweckt wurde, nach Manchester. Dort begann sie an der Seite von Horace Lamb zu arbeiten, mit dem sie 1915 gemeinsam ihren ersten wissenschaftlichen Artikel veröffentlichte. Als sie im gleichen Jahr als Assistenzdozentin nach Cambridge zurückkehrte, fokussierte Swain ihre Forschung in Angesicht des Krieges auf das Problem der Propeller Vibration bei Flugzeugen, was zur damaligen Zeit ein nicht zu vernachlässigendes Problem darstellte. Gemeinsam mit ihrem Kollegen H. A. Webb schrieb sie ein offizielles Memorandum über ihre Arbeiten im Rahmen des Krieges, welches 1919 in „Reports and Memoranda of the Advisory Committee for Aeronautics“ veröffentlicht wurde. Einen weiteren mit den Kriegsforschungen in Zusammenhang stehenden Artikel publizierte sie 1921 im ”Philosophical Magazine”. Im Jahr 1920 wurde Swain zur Studiendirektorin am Newnham College ernannt, wodurch ihre Forschungsaktivität zunehmend unter den administrativen Tätigkeiten und dem Lehrauftrag litt. Nichtsdestotrotz fiel ihr Interesse an der Fluiddynamik nicht ab und sie veröffentlichte 1923 gemeinsam mit Arthur Berry den Artikel ”On the Steady Motion of a Cylinder through Infinite Viscious Fluid” in ”Proceedings of the Royal Society”. Das Forschungsfeld der Hydromechanik und -dynamik eröffnete sich für sie, als sie 1926 Universitätsdozentin am Newnham College wurde und begann regelmäßig darin zu lehren und Prüfungsarbeiten durchzuführen. Ein Sabbatjahr in den Jahren 1928–1929 ermöglichte es ihr den Forschungsaufenthalt in Göttingen nachzuholen und den Artikel ”On the turbulent wake behind a body of revolution” zu verfassen, welcher ebenfalls in ”Proceedings of the Royal Society” erschien. Eines von Swains Leitprinzipien war es, möglichst viele Frauen zu einem Studium der Mathematik zu ermutigen. Sie war der Auffassung, dass es von äußerster Wichtigkeit sei, dass Frauen gute Lehrer hatten, da die oft minutiöse Schularbeit eine Begabung für Mathematik zerstören konnte, wenn der Lehrer nicht zu begeistern vermochte. So war sie bemüht, nicht nur zweifelsfrei herausragende Studentinnen zur Arbeit an der mathematischen Fakultät zuzulassen, sondern Kurse für Leute mit verschiedensten Begabungen anzubieten. Wenn nötig, betreute sie diese sogar individuell. Ferner setzte sie sich als aktives Mitglied des Komitees der ”Mathematical Association” für die Förderung und Erforschung der Lehrmethoden angewandter Mathematik ein, um das weibliche Interesse an der Fachrichtung nachhaltig zu fördern.

## Tod
Swain starb am 8. Mai 1936 im Alter von 45 Jahren an einer nicht näher bekannten Krankheit.

## Publikationen
- ”On a tidal problem”, Philosophical Magazine (6), 29 (1915), 737–744
- ”On the period of vibration of the gravest mode of a thin rod, in the form of a truncated wedge, when in rotation about its base”, Philosophical Magazine (6), 41 (1921), 259–266
- ”On the steady motion of a cylinder through infinite viscous fluid”, Proceedings of the Royal Society, 102 (1923), 766–778
- ”On the turbulent wake behind a body of revolution”, Proceedings of the Royal Society, 125 (1929), 647–659